# Быковка (Лежневский район)
Быковка — деревня в Лежневском районе Ивановской области России. Входит в состав Лежневского сельского поселения.

## География
Деревня находится в юго-западной части Ивановской области, в зоне хвойно-широколиственных лесов, на правом берегу реки Волкуши, к западу от автодороги 24Н-133, на расстоянии примерно 5 километров (по прямой) к юго-востоку от посёлка городского типа Лежнево, административного центра района. Абсолютная высота — 103 метра над уровнем моря.

### Климат
Климат характеризуется как умеренно континентальный, с умеренно холодной снежной зимой и тёплым летом. Средняя температура воздуха самого холодного месяца (января) — −12 °C (абсолютный минимум — −47 °C); самого тёплого месяца (июля) — 18 °C (абсолютный максимум — 37 °C). Продолжительность вегетационного периода в среднем составляет 160 дней.

### Часовой пояс
Деревня Быковка, как и вся Ивановская область, находится в часовой зоне МСК (московское время). Смещение применяемого времени относительно UTC составляет +3:00.

## Население
| 1859 | 1905 | 2010 |
| ---- | ---- | ---- |
| 159  | ↗266 | ↘20  |

### Национальный состав
Согласно результатам переписи 2002 года, в национальной структуре населения русские составляли 94 % из 18 чел.